# 旭川合同庁舎
旭川合同庁舎（あさひかわごうどうちょうしゃ）は、北海道旭川市にある行政施設。

## 概要
旭川市の都市計画「北彩都あさひかわ」の「シビックコア地区」に建設された合同庁舎。旭川シビックコア地区整備推進協議会の発足後2001年（平成13年）より第1期工事が開始、2004年（平成16年）に第1期竣工。2006年より第2期工事が開始され、旭川市科学館（サイパル）側に西館が建築され、2008年（平成20年）8月に竣工。
建築工事期間中に工事現場見学会、段ボールフェスティバル、クリスマスツリー点灯会や旭川市障害者福祉センターおぴったの「おぴったまつり」時期などイベントを開催。
福祉センターと科学館のほか、ショッピングセンターが隣接する。

## 入居機関
- 東館
  - 国土交通省北海道開発局旭川開発建設部
  - 気象庁旭川地方気象台
  - 独立行政法人土木研究所寒地土木研究所道北支所
- 西館
  - 総務省北海道管区行政評価局旭川行政監視行政相談センター
  - 法務省旭川地方法務局
  - 出入国在留管理庁札幌出入国在留管理局旭川出張所
  - 財務省北海道財務局旭川財務事務所
  - 国税庁札幌国税局旭川中税務署
  - 厚生労働省北海道労働局旭川労働基準監督署
  - 農林水産省北海道農政事務所旭川地域拠点

## その他
- バリアフリー化状況
道路(大雪通)から入口まで視覚障害者用誘導ブロック有
入口にインターホン・盲導チャイム有
身体障害者用駐車場有
エレベーター有
多目的トイレ有
オストメイト対応トイレ有（汚物流しシャワー型）
ベビーシート有（オムツ交換台）
ユニバーサルシート有（高齢者等のオムツ交換台）